# Vlag van Alaska
De vlag van Alaska bestaat uit één grote en zeven kleine gele sterren op een donkerblauw veld. De vlag werd in 1927 door Benny Benson ontworpen en hetzelfde jaar officieel aangenomen.

## Symboliek
De zeven kleine sterren zijn geplaatst naar het evenbeeld van de helderste sterren van het sterrenbeeld Grote Beer, terwijl de grote ster de Poolster symboliseert.
Benson schreef verder over de symboliek:

"Het blauwe veld staat voor de lucht van Alaska en het vergeet-mij-nietje, een bloem uit Alaska. De Poolster staat voor de toekomstige staat Alaska, de meest noordelijke in de unie. De Grote Beer staat voor kracht."

De sterren uit de Grote Beer moeten ook verwijzen naar de vele beren in Alaska.

## Geschiedenis
In Alaska, dat vanaf 1867 tot de Verenigde Staten behoort, tussen 1912 en 1959 een Amerikaans territorium was en vanaf 1959 de status van staat heeft, gebruikte men voor de aanname van de huidige vlag enkel de Amerikaanse vlag.
Omdat men in Alaska een eigen vlag wilde, besloot het bestuur van het toenmalige territorium om in 1927 een ontwerpwedstrijd onder scholieren uit te schrijven. Er kwamen 142 inzendingen en de inzending van de toen 13-jarige Benny Benson uit Seward werd gekozen als winnend ontwerp. Op 2 mei van dat jaar zou het wetgevende bestuur van het territorium de vlag officieel aannemen; op 9 juli werd de vlag vervolgens voor het eerst gehesen. Sindsdien is de blauwe vlag met de acht sterren altijd in gebruik gebleven, ook nadat Alaska in 1959 een staat werd.
In het volkslied van Alaska, Alaska's Flag, wordt de vlag bezongen.